# Саванна (Джорджія)
Саванна (англ. Savannah) — місто (англ. city) в США, в окрузі Четем штату Джорджія, колишня столиця штату. Населення — 136 286 осіб (2010). У межах міського сполученого статистичного ареалу Саванна-Хайнсвил-Форт Стюарт населення становить 401,1 тис. осіб (2007 рік).
Часто відвідуване туристами Старе місто, яке відоме своїми численними зеленими площами і скверами та реставрованими старими будинками XVIII—ХІХ ст., які вважаються одними з найкрасивіших в Сполучених Штатах.

## Історія
Місто засноване 1733 року.
Земля міста до заселення її англійцями належала племені ямакрави.
12 лютого 1733 року на кораблі «Ганна» прибуло 114 англійських колоністів. Ямакрави прийняли їх дружньо. Влітку 1733 року Саванна стала притулком сефардам — євреям з Іспанії і Португалії. У 19 сторіччі тут почали оселятися ірландські католики, французькі протестанти — гугеноти, грецькі православні, що зазнавали релігійних переслідувань на батьківщині.
1751 року Джорджія стала королівською колонією, а Саванна її столицею. Сюди почався ввіз рабів з Африки для праці на плантаціях. У верхів'ях річки Саванна полювали на оленя, шкури якого вивозили через порт Саванни.
Під час Американської революції 1778 року Саванна була на стороні Англії. 1779 року під час осади Саванни американські, французькі і гаїтянські негритянські війська зазнали поразки.
1785 року столицю штату було перенесено у місто Оґаста (1795 року нею стала Атланта). Того ж 1785 року відкрився Університет Джорджії. 1792 року тут відкрився перший американський гольф клуб.
Під час громадянської війни 22 грудня 1864 року Саванна була взята 62-тисячною армією генерала Вільяма Шермана, невдовзі після взяття Атланти.

### Історичні райони
Старий центр міста або «вікторіанський район» — прямокутник з приблизними розмірами 1,5х4 км., який тягнеться від набережної річки Саванна на Південь, центральним ядром якого є Парк Форсайта та кафедральний собор Св. Джона-Баптиста. Це велика кількість вуличок, забудованих у стилі вікторіанської архітектури XVIII-ХІХ ст.

## Географія
Саванна розташована на півдні США, на правому березі річки Саванна за координатами 32°0′9″ пн. ш. 81°9′13″ зх. д. / 32.00250° пн. ш. 81.15361° зх. д. (32.002512, -81.153557).  За даними Бюро перепису населення США в 2010 році місто мало площу 281,61 км², з яких 267,16 км² — суходіл та 14,45 км² — водойми.

### Клімат
Середньодобова температура липня: +28 °C, січня +10 °C.
| Клімат : Саванна                                    | Клімат : Саванна | Клімат : Саванна | Клімат : Саванна | Клімат : Саванна | Клімат : Саванна | Клімат : Саванна | Клімат : Саванна | Клімат : Саванна | Клімат : Саванна | Клімат : Саванна | Клімат : Саванна | Клімат : Саванна | Клімат : Саванна |
| Показник                                            | Січ.             | Лют.             | Бер.             | Квіт.            | Трав.            | Черв.            | Лип.             | Серп.            | Вер.             | Жовт.            | Лист.            | Груд.            | Рік              |
| Абсолютний максимум, °C                             | 28,9             | 30,0             | 34,4             | 35,0             | 38,9             | 40,0             | 40,6             | 40,0             | 38,9             | 36,1             | 31,7             | 28,3             | 40,6             |
| Середній максимум, °C                               | 15,8             | 17,9             | 21,6             | 25,3             | 29,2             | 32,2             | 33,6             | 32,6             | 30,0             | 25,8             | 21,4             | 16,9             | 25,2             |
| Середній мінімум, °C                                | 3,7              | 5,4              | 8,7              | 12,0             | 16,7             | 21,0             | 22,7             | 22,4             | 19,9             | 14,2             | 8,8              | 4,9              | 13,4             |
| Абсолютний мінімум, °C                              | −16,1            | −13,3            | −6,7             | −2,2             | 3,9              | 9,4              | 16,1             | 13,9             | 6,1              | −2,2             | −9,4             | −12,8            | −16,1            |
| Середня кількість сонячних годин на місяць          | 175,5            | 181,0            | 232,0            | 275,6            | 288,9            | 276,0            | 271,3            | 245,8            | 214,3            | 228,6            | 193,5            | 174,2            | 2756             |
| Норма опадів, мм                                    | 94               | 71               | 95               | 78               | 76               | 151              | 142              | 167              | 116              | 94               | 60               | 75               | 1218             |
| Днів з опадами                                      | 9,0              | 8,1              | 7,7              | 6,8              | 7,0              | 11,9             | 12,3             | 13,5             | 9,6              | 7,1              | 6,8              | 8,4              | 108,2            |
| Вологість повітря, %                                | 69.6             | 67.0             | 66.8             | 65.4             | 70.1             | 73.6             | 76.0             | 78.6             | 77.7             | 72.9             | 72.3             | 70.8             | 71.7             |
| --------------------------------------------------- | ---------------- | ---------------- | ---------------- | ---------------- | ---------------- | ---------------- | ---------------- | ---------------- | ---------------- | ---------------- | ---------------- | ---------------- | ---------------- |
| Джерело: NOAA (relative humidity and sun 1961–1990) |                  |                  |                  |                  |                  |                  |                  |                  |                  |                  |                  |                  |                  |

## Демографія
Згідно з переписом 2010 року, у місті мешкало 136 286 осіб у 52 545 домогосподарствах у складі 29 948 родин. Густота населення становила 484 особи/км².  Було 61883 помешкання (220/км²).
Расовий склад населення:
| - 55,4 % — чорних або афроамериканців - 38,3 % — білих - 2,0 % — азіатів - 0,3 % — корінних американців - 0,1 % — вихідців з тихоокеанських островів - 1,8 % — осіб інших рас |

До двох чи більше рас належало 2,1 %. Частка іспаномовних становила 4,7 % від усіх жителів.
За віковим діапазоном населення розподілялося таким чином: 22,4 % — особи молодші 18 років, 65,9 % — особи у віці 18—64 років, 11,7 % — особи у віці 65 років та старші. Медіана віку мешканця становила 31,3 року. На 100 осіб жіночої статі у місті припадало 92,0 чоловіків;  на 100 жінок у віці від 18 років та старших — 88,8 чоловіків також старших 18 років.
Середній дохід на одне домашнє господарство  становив 51 148 доларів США (медіана — 36 466), а середній дохід на одну сім'ю — 60 944 долари (медіана — 45 365). Медіана доходів становила 35 740 доларів для чоловіків та 30 152 долари для жінок. За межею бідності перебувало 26,5 % осіб, у тому числі 41,0 % дітей у віці до 18 років та 11,3 % осіб у віці 65 років та старших.
Цивільне працевлаштоване населення становило 60 632 особи. Основні галузі зайнятості: освіта, охорона здоров'я та соціальна допомога — 23,2 %, мистецтво, розваги та відпочинок — 17,9 %, роздрібна торгівля — 12,8 %, науковці, спеціалісти, менеджери — 9,7 %.

## Відомі люди
- Джон Чарльз Фремонт (1813-1890) — американський військовик, дослідник, перший кандидат від Республіканської партії на посаду президента США.
- Джеймс Нілл (1860-1931) — американський актор театру, зірка німого кіно, режисер.
- Міріам Гопкінс (1902-1972) — американська актриса.